# Šolar (priimek)
Šolar  je priimek več znanih Slovencev:
- Andreja Šolar, dirigentka
- Anton Šolar (1945—2024), lesar
- Gregor Šolar (*1981), hokejist
- Jakob Šolar (1896—1968), jezikoslovec, prevajalec, urednik, duhovnik
- Janez Šolar (1827—1882), jezikoslovec in šolnik
- Janez Šolar (*1948), smučarski trener; turistični strok.?
- Josip (Jožef) Šolar (1871—1939), župnik
- Josip Šolar (1902—1957), kolesar
- Jože Šolar (1912—1945), duhovnik, domobranski kurat
- Manca Šolar (*1990), smučarka tekačica
- Marija Šolar (*1946), zbiralka ljudskega izročila-etnografinja, ljubiteljska slikarka, kulturnica
- Marjan Šolar (1933—2018), gozdarski inženir, planinec?
- Martin Šolar, gozdar, gorski vodnik, naravovarstvenik (WWF), direktor Triglavskega narodnega parka, Kobariškega muzeja
- Meta Šolar (*1989), slikarka
- Nežka Šolar
- Renata Šolar, bibliotekarka: kartografska zbirka NUK
- Rajko Šolar, umet(nost)ni kovač
- Slavko Vekoslav Šolar, geolog
- Tone Šolar (1936—2015), gledališki igralec
- Venceslav Šolar (1874—1942), benediktinec, misijonar v ZDA
- Žiga Šolar, športnik sankač